# Balclutha rieki
Balclutha rieki är en insektsart som beskrevs av Knight 1987. Balclutha rieki ingår i släktet Balclutha och familjen dvärgstritar. Inga underarter finns listade i Catalogue of Life.